# Comuna Oleksandrivka, Ustînivka
Oleksandrivka (în ucraineană Олександрівка) este o comună în raionul Ustînivka, regiunea Kirovohrad, Ucraina, formată din satele Kozlivske și Oleksandrivka (reședința).

## Demografie
Componența lingvistică a comunei Oleksandrivka
     Ucraineană (97,61%)
     Rusă (1,74%)
     Alte limbi (0,44%)
Conform recensământului din 2001, majoritatea populației comunei Oleksandrivka era vorbitoare de ucraineană (97,61%), existând în minoritate și vorbitori de rusă (1,74%).